# نادي الخضر
نادي الخضر الرياضي هو أحد أندية الدوري العراقي يلعب في الدوري العراقي الدرجة الثانية ويقع مقر النادي في محافظة السماوة.